# Liste des abbés de Hautmont
Cette liste recense les abbés qui ont dirigé l’abbaye de Hautmont.

## Liste des abbés d’Hautmont, de646à1790
- Saint Vincent[1], (646 - 660), Maldegaire originaire de Strépy
- Saint Landry de Soignies[2], (660 - 675), fils de saint Vincent
- Halidulphe[2], (attesté en 675[3] - 705 † ), réconcilie Saint Ansbert et Pépin de Herstal[3].
- entre 880 et 900 les Normands chassèrent les religieux et détruisirent l’abbaye
- Saint Richard ( - 1025[4]), meurt en Lorraine en 1047[4]
- Folcuin, (1025[4]), agrandit le monastère et rétablit la discipline régulière[4]
- Saint Poppon,
- Enéichelme, neveu de saint Poppon
- Ursion, vers (1055[5])
- Wédric, 1079[6]
- Walbert, 1120[6]
- Mainard, (1140)[6]
- Henri Ier, 1150[6]
- Clarembaud, 1155[6]
- Robert, (1185)
- Raoul, 1202
- Mathieu, (1212)
- Arnould, (1226)
- Gualbert,  (1226)
- Gosvin, (1240)
- Watier, (1245)
- Henri II,  (1258)
- Gossuin
- Gui (1288), s’empare par surprise de la charge vacante à la mort de Gossuin en 1288, avec l’aide de Jeanne de Blois-Châtillon, comtesse de Blois et dame d’Avesnes.
- Pierre Ier, (1291)
- Hugues Ier, (1298)
- Etienne,  (1305)
- Watier II, (1316)
- Hugues II, (1320)
- Jacques de Beugnies, (1337)
- Nicolas de Musie de Colleret, (1357)
- Bauduin de Maulde, (1381)
- Nicolas II Gilles de Montigny, (1423)
- Thierri du Château, (1447)
- Hugues III, (1458)
- Enguerrand Signart, puis évêque d’Auxerre, (1466)
- Guillaume Bouillet, docteur en théologie, (1476)
- Dom Leclercq ou Dom Nicaise, (1530)
- Léger Pronier (1542 à 1565), oncle du futur évêque d'Arras Mathieu Moulart, succède à Dom Leclercq à sa mort
- Fournier, (1586)
- Gaspard Hanot (1588 - 1625[7])
- Jean Brisselot, décède en l'Abbaye d'Hautmont le 2 septembre 1520
- Pierre II Lejeune, natif de Maubeuge
- Pierre III,  (1637)Abbé
- Quentin Gobert, (1670)
- Pierre V, Cantineau, (1676)
- Ansbert Petit, (1710)
- Agapithe Tahon, (1755)
- Wulmar Pourrez, jusqu’en (1790)

### Ouvrages
- Hugues Du Tems, Le clergé de France, ou tableau historique et chronologique des archevêques, évêques, abbés, abbesses et chefs des chapitres principaux du royaume, depuis la fondation des églises jusqu'à nos jours, t. 4, Paris, Brunet, 1775 (lire en ligne)
- André Joseph Ghislain Le Glay, Cameracum christianum ou Histoire ecclésiastique du Diocèse de Cambrai, L. Lefort, 1849 (lire en ligne)